# Jaime de Copons y de Tamarit
Jaime de Copons y de Tamarit (?-14 de abril de 1680, Lérida) fue arcediano de Andorra, canónigo de la Seo de Urgel, obispo de Vich y de Lérida en el siglo XVII. Fue también Diputado Eclesiástico de la Diputación del General del Principado de Cataluña.

## Biografía
Provenía de una familia originaria de Villafranca del Panadés con amplia trayectoria política y militar. Era tío de Dalmau de Copons y su hermano Juan fue comandante de la Orden de San Juan de Jerusalén, quien murió en 1642 en la Guerra de los Segadores. Una hermana suya, Margarita, fue abadesa de San Daniel.
Otra rama originaria de las tierras de Urgel y la Segarra estuvo ampliamente implicada en la guerra de los Segadores con el bando francés que les hizo valer títulos de nobleza a Ramón de Copons y Aiguaviva Tamarit (señor del Bullidor), Juan Francisco de Copons y de Sabater (señor de la Manresana) y José de Copons y de Gebeli (señor de Llor).
No fue el caso de Jaime de Copons, quien era felipista y había sido insaculado en calidad de supranumerario en 1655, en pleno período de depuración posterior a la revuelta. Anteriormente, en época de la presencia francesa, había formado parte de alguna Junta de Brazos (1648) y de una Decimoctava (1650) y había tenido algún enfrentamiento con el obispo francés Pierre de Marca y con el canónigo de Urgel, Lorenzo de Baurtell, quien acabó desterrando a Jaime de Copons a Begas por "desafecto al rey francés". 
Con estos antecedentes, después de 1655 y antes de ser elegido como diputado Eclesiástico, formó parte de numerosas juntas, decimoctavas y fue embajador de a diputación ante el virrey (1656). 
En 1664 al ser nombrado obispo de Vic, el procurador general pidió la extracción de un nuevo diputado eclesiástico por incompatibilidad entre los dos cargos, pero Copons se opuso y, tras un largo enfrentamiento, el virrey decidió que continuase, dado que solo faltaban unos meses para el fin del trienio.
Su mandato como [Diputado Eclesiástico de la Diputación del General del Principado de Cataluña fue un periodo sin ningún tipo de vitalidad política dada la cada vez más intensa preeminencia virreinal. Coincidió en estos años con tres virreyes: Francisco de Orozco, Francisco de Moura Corte-Real e Mero y Vicente Gonzaga Doria.
| Predecesor: Pau d'Àger i d'Orcau | Diputado Eclesiástico de la Diputación del General del Principado de Cataluña 1662-1665 | Sucesor: José de Magarola i de Grau |
| Predecesor: Braulio Sunyer       | Obispo de Vic 1665-1674                                                                 | Sucesor: Jaime Mas                  |
| Predecesor: José Ninot y Bardera | Obispo de Lérida 1673-1680                                                              | Sucesor: Francisco Berardo          |